# Liste der Kulturdenkmäler in Dernbach (Landkreis Neuwied)
In der Liste der Kulturdenkmäler in Dernbach sind alle Kulturdenkmäler der rheinland-pfälzischen Ortsgemeinde Dernbach aufgeführt. Grundlage ist die Denkmalliste des Landes Rheinland-Pfalz (Stand: 9. Februar 2023).

## Einzeldenkmäler
| Bezeichnung | Lage                | Baujahr         | Beschreibung                                    | Bild            |
| ----------- | ------------------- | --------------- | ----------------------------------------------- | --------------- |
| Wohnhaus    | Mühlenstraße 5 Lage | 18. Jahrhundert | Fachwerkhaus, teilweise massiv, 18. Jahrhundert | Fotos hochladen |